# Abbate Baini
Abbate Giuseppe Baini (ur. 21 października 1775 w Rzymie, zm. 21 maja 1844 tamże) – włoski kompozytor muzyki liturgicznej, ksiądz i krytyk muzyczny. Najbardziej znanym jego utworem jest Miserere śpiewane w Kaplicy Sykstyńskiej podczas Wielkiego Tygodnia. Baini przyczynił się do spopularyzowania muzyki Giovanniego Pierluigiego da Palestriny.